# Claribel Alegría
Clara Isabel Alegría Vides (n. 12 mai 1924, Estelí⁠(d), Nicaragua – d. 25 ianuarie 2018, Managua, Nicaragua) a fost o jurnalistă și scriitoare din Nicaragua.
A scris sub pseudonimul Claribel Alegría.
În 2006 i s-a decernat Premiul Neustadt International Prize for Literature.